# Billboard 200

Biểu trưng của Billboard từ 2013

Billboard 200 là một bảng xếp hạng âm nhạc hàng tuần, xếp hạng 200 album và đĩa mở rộng bán chạy nhất tại Hoa Kỳ, được phát hành bởi tạp chí Billboard. Nó thường được sử dụng để thể hiện mức độ phổ biến của một hay nhiều nghệ sĩ, ban nhạc. Thông thường, một nghệ sĩ thu âm sẽ được nhớ đến bằng những sản phẩm âm nhạc đạt vị trí của họ, những tác phẩm này sẽ bán chạy hơn những album khác trong ít nhất một tuần.
Bảng xếp hạng chủ yếu dựa trên lượng bán ra (cả bán lẻ và kĩ thuât số) của album tại Hoa Kỳ. Doanh số hàng tuần ban đầu được tính từ Thứ hai đến Chủ nhật khi Nielsen bắt đầu tính lượng bán ra từ năm 1991, nhưng từ tháng 7 năm 2015, doanh số được bắt đầu vào Thứ sáu (nhằm trùng khớp với lịch phát hành toàn cầu của ngành công nghiệp âm nhạc) và kết thúc vào thứ 5. Một bảng xếp hạng mới sẽ được công bố vào thứ 3 với một ấn phẩm phát hành vào Thứ bảy, tức ba ngày sau. Phần phụ lục về streaming của bảng xếp hạng cũng được tính từ Thứ sáu đến Thứ năm
Ví dụ:
Thứ 6, ngày 1 tháng 1 – Tuần theo dõi doanh số bắt đầu
Thứ 5, ngày 7 tháng 1 – Tuần theo dõi doanh số kết thúc
Thứ 3, ngày 13 tháng 1 – Bảng xếp hạng mới được phát hành, với ấn phẩm được in vào Thứ 7, ngày 16 tháng 1

## Thành tựuBillboard200 mọi thời đại (1963-2015)
Năm 2015, tạp chí Billboard phát hành bảng xếp hạng 100 album có thành tích tốt nhất trên bảng xếp hạng xuyên suốt 52 năm qua, bên cạnh danh sách những nghệ sĩ hoạt động tốt nhất. Dưới đây là danh sách 10 album hàng đầu và top 10 nghệ sĩ xuất sắc nhất trong lịch sử 52 năm của bảng xếp hạng Billboard 200, tính đến tháng 10 năm 2015.

### Top 10 album của mọi thời đại (1963–2015)
| Hạng | Album                 | Năm phát hành | Nghệ sĩ           | Thứ hạng cao nhất |
| ---- | --------------------- | ------------- | ----------------- | ----------------- |
| 1    | 21                    | 2011          | Adele             | #1 trong 24 tuần  |
| 2    | The Sound of Music    | 1965          | Nhạc phim         | #1 trong 2 tuần   |
| 3    | Thriller              | 1983          | Michael Jackson   | #1 trong 37 tuần  |
| 4    | Fearless              | 2008          | Taylor Swift      | #1 trong 11 tuần  |
| 5    | Born in the U.S.A.    | 1984          | Bruce Springsteen | #1 trong 7 tuần   |
| 6    | Ropin' the Wind       | 1991          | Garth Brooks      | #1 trong 18 tuần  |
| 7    | Jagged Little Pill    | 1995          | Alanis Morissette | #1 trong 12 tuần  |
| 8    | Doctor Zhivago        | 1966          | Nhạc phim         | #1 trong 1 tuần   |
| 9    | All the Right Reasons | 2005          | Nickelback        | #1 trong 1 tuần   |
| 10   | Tapestry              | 1971          | Carole King       | #1 trong 15 tuần  |

Nguồn:

### Top 10 nghệ sĩ album của mọi thời đại (1963–2015)
| Hạng | Nghệ sĩ            |
| ---- | ------------------ |
| 1    | The Beatles        |
| 2    | The Rolling Stones |
| 3    | Barbra Streisand   |
| 4    | Garth Brooks       |
| 5    | Elton John         |
| 6    | Mariah Carey       |
| 7    | Herb Alpert        |
| 8    | Nicki Minaj        |
| 9    | Chicago            |
| 10   | Michael Jackson    |

Nguồn:

## Thành tựu nghệ sĩ

### Nhiều album lọt vào top 10 nhất
Nguồn:
- The Rolling Stones (37)
- Barbra Streisand (34)
- Frank Sinatra (33)
- The Beatles (32)
- Elvis Presley (27)

### Nhiều album quán quân nhất
Nguồn:
- The Beatles (19)
- Jay Z (13)
- Barbra Streisand (11)
- Bruce Springsteen (11) (đồng hạng)
- Elvis Presley (10)
- Taylor Swift  (10)  (đồng hạng)

### Nhiều album phòng thu quán quân liên tiếp nhất
Nguồn:
- Taylor Swift (8) (đồng hạng)
- The Beatles (8) (đồng hạng)
- The Rolling Stones (8) (đồng hạng)
- Elton John (7) (đồng hạng)
- Eminem (7) (đồng hạng)
- Kanye West (7) (đồng hạng)

### Nhiều album phòng thu liên tiếp ra mắt ở vị trí quán quân nhất
Nguồn:

Kanye West]] (7)
- Metallica (6) (đồng hạng)
- Beyoncé (6) (đồng hạng)
- Dave Matthews Band (6) (đồng hạng)
- Eminem (11) (tie)
- Taylor Swift (8)

### Nhiều tuần tích lũy ở vị trí quán quân nhất
- The Beatles (132)
- Garth Brooks (52)
- Michael Jackson (51) (đồng hạng)
- Whitney Houston (46) (đồng hạng)
- Taylor Swift (46)  (đồng hạng)
- Elton John (39)

### Nhiều album nằm trong top 10 cùng lúc nhất
- Prince (5) 2016
- The Kingston Trio (4 trong 5 tuần liên tiếp) 1959 [15][16][17][18][19]
- Herb Alpert & the Tijuana Brass (4) 1966
- Peter, Paul & Mary (3)
- Whitney Houston (3) 2012[20]
- Led Zeppelin (3) 2014

### Nhiều album nằm trong top 200 cùng lúc nhất
- Prince (19)[21]
- The Beatles (13)[22]
- Whitney Houston (10)[23]
- David Bowie (10) [22]
- Taylor Swift (10)
- Led Zeppelin (9)[24]
- Crosby, Stills, Nash & Young (8)[25]
- The Monkees (7)
- U2 (7)
- Pearl Jam (7)[26]

## Thành tựu album

### Nhiều tuần ở vị trí quán quân nhất
- (54 tuần) West Side Story – Nhạc phim (1962–63) - đây chỉ là số tuần thống trị trên bảng xếp hạng album đa tần; nó chỉ đạt vị trí quán quân trong 12 tuần trên bảng xếp hạng album đơn tần
- (37 tuần) Thriller – Michael Jackson (1983–84)
- (31 tuần) Rumours – Fleetwood Mac (1977–78)
- (31 tuần) South Pacific – Nhạc phim (1958–59)
- (31 tuần) Calypso – Harry Belafonte (1956–57)
- (24 tuần) 21 – Adele (2011–12)
- (24 tuần) Purple Rain – Prince & the Revolution/Nhạc phim (1984–85)
- (24 tuần) Saturday Night Fever: The Original Movie Sound Track – Bee Gees/Nhạc phim (1978)
- (21 tuần) Please Hammer, Don't Hurt 'Em – MC Hammer (1990)
- (20 tuần) The Bodyguard: Original Soundtrack Album – Whitney Houston/Nhạc phim (1992–93)
- (20 tuần) Blue Hawaii – Elvis Presley/Nhạc phim (1961–62) - đây chỉ là số tuần thống trị trên bảng xếp hạng album đơn tần; nó chỉ đạt vị trí quán quân trong 4 tuần trên bảng xếp hạng album đa tần

### Nhiều tuần bảng xếp hạng nhất
Danh sách này chỉ được tính trên bảng xếp hạng album chính thức.
- (990 tuần) The Dark Side of the Moon – Pink Floyd[28]
- (841 tuần) Legend – Bob Marley & the Wailers[29]
- (811 tuần) Journey's Greatest Hits – Journey[30]
- (748 tuần) Metallica – Metallica[31]
- (700 tuần) Chronicle: The 20 Greatest Hits – Creedence Clearwater Revival[32]
- (690 tuần) Curtain Call: The Hits – Eminem[33]
- (682 tuần) Doo-Wops & Hooligans – Bruno Mars[34]
- (682 tuần) Greatest Hits – Guns N' Roses[35]
- (676 tuần) Nevermind – Nirvana[36]
- (632 tuần) Thriller – Michael Jackson[37]
- (612 tuần) Back in Black – AC/DC[38]
- (609 tuần) Good Kid, M.A.A.D City – Kendrick Lamar[39]
- (605 tuần) 21 – Adele[40]

### Bước nhảy lên đầu bảng lớn nhất
- (176–1) Life After Death – The Notorious B.I.G. (12 tháng 4 năm 1997)
- (173–1) Vitalogy – Pearl Jam (24 tháng 12 năm 1994)
- (171-1) Fearless(Taylor's Version) - Taylor Swift
- (156–1) In Rainbows – Radiohead (19 tháng 1 năm 2008)
- (137–1) Ghetto D – Master P (20 tháng 9 năm 1997)
- (122–1) More of The Monkees – The Monkees (11 tháng 2 năm 1967)
- (120–1) Call Me If You Get Lost – Tyler, the Creator (30 tháng 4 năm 2022)
- (112–1) MP da Last Don – Master P (20 tháng 6 năm 1998)
- (98–1) Beatles '65 – The Beatles (9 tháng 1 năm 1965)
- (61–1) Help! – The Beatles (11 tháng 9 năm 1965)
- (60–1) Rubber Soul – The Beatles (8 tháng 1 năm 1966)

### Bước tụt hạng lớn nhất từ vị trí quán quân
- (1–169) This House Is Not for Sale – Bon Jovi[41] (17 tháng 3 năm 2018)
- (1–139) Call Me If You Get Lost – Tyler, the Creator[42] (7 tháng 5 năm 2022)
- (1–111) Courage – Celine Dion (7 tháng 11 năm 2019)
- (1–97) Science Fiction – Brand New[43] (16 tháng 9 năm 2017)
- (1–88) Iridescence – Brockhampton[44] (13 tháng 10 năm 2018)
- (1–77) Madame X – Madonna[45] (6 tháng 7 năm 2019)
- (1–62) Boarding House Reach – Jack White[46] (14 tháng 4 năm 2018)
- (1–59) Wonderful Wonderful – The Killers[47] (21 tháng 10 năm 2017)
- (1–56) American Dream – LCD Soundsystem[48] (30 tháng 9 năm 2017)
- (1–45) Help Us Stranger – The Raconteurs[49] (13 tháng 7 năm 2019)